# Berent (nazwisko)
Berent (forma żeńska: Berent, liczba mnoga: Berentowie) – polskie nazwisko.

## Etymologia nazwiska
Utworzone od niemieckiej nazwy osobowej Behrend, ta od imienia Bernhard. Notowane od 1633 roku.

## Rody szlacheckie
Nazwiskiem Berent posługiwało się kilka rodów szlacheckich. Byli to: Berentowie herbu Kościesza, Berentowie herbu Taczała oraz Berentowie herbu Puchała.

## Demografia
Na początku lat 90. XX wieku w Polsce mieszkały 1502 osoby o tym nazwisku, najwięcej w dawnym województwie: bydgoskim  – 159, łódzkim – 150 i warszawskim – 149. W 2002 roku według bazy PESEL mieszkało w Polsce około 1615 osób o nazwisku Berent, najwięcej w Warszawie i powiecie brodnickim.